# Polybia paulista
Espèce
Polybia paulista est une espèce de guêpes sociales qui vit au Brésil.
Selon une étude réalisée en 2015, cette espèce de guêpes contient un type spécial de venin qui détruit les tumeurs cancéreuses sans affecter les cellules saines du corps.

## Venin anti-cancer
Une étude a révélé qu'une toxine du venin de Polybia paulista, connu sous le nom de MP1 pourrait présenter un intérêt thérapeutique non négligeable pour combattre le cancer. En effet, cette toxine s'attaque aux cellules cancéreuses sans affecter les cellules saines. C'est la composition lipidique de la membrane cellulaire des cellules cancéreuses qui permettrait à la toxine de les différencier.
La Polybia-MP1, en plus de ses propriétés antibactériennes, a montré qu'elle pouvait détruire les cellules cancéreuses de la prostate, de la vessie ou encore des cellules leucémiques.
Ce type de traitement aurait moins d'effets indésirables en chimiothérapie.
"Cette découverte pourrait être utile dans le développement de nouvelles thérapies combinées, où de multiples médicaments sont utilisés simultanément pour traiter un cancer en attaquant les différentes parties des cellules cancéreuses en même temps", explique le Dr Paul Beales, un chercheur de l'université de Leeds, co-auteur de l'étude. Testée chez la souris, la stratégie est encore loin d'être validée pour une application sur l'homme.
L'étude rappelle les travaux menés par une équipe de l'université de l'Illinois (États-Unis) qui était parvenue à bloquer la prolifération de cellules cancéreuses en injectant du venin d'abeille dans des cellules en culture.